# کانن ئی‌اواس ۱دی‌اس مارک ۲
کانن ئی‌اواس ۱دی‌اس مارک ۲ (به انگلیسی: Canon EOS-1Ds Mark II) یک دوربین عکاسی تک‌لنزی بازتابی ساخت شرکت کانن است.